# Decher (Einheit)
Der Decher, auch Dächer oder Dicker, war ein Stück- und Zählmaß. Verschiedentlich wird das Maß als das dezimale „Dutzend“ angesehen. Es war im Lederhandel, bei Handschuhen und Rohware, wie Häute, im Gebrauch. In Fulda rechnete man nachweislich ebenfalls 5 Decher, Dechent oder Dechert zu einem Polst. Im Rauchwarenhandel, dem Handel mit Pelzfellen, waren das Zimmer oder Vierziger mit 40 Stück und der Decher oder Zehnling, auch  Busche, Bündel oder Büsch mit 10 Stück im Sprachgebrauch.
- 1 Decher = 10 Stück
- 1 Decher = 2 Polst (im Lederhandel)
- 10 Decher = 100 Stück
- 1 Klipper/Zimmer = 4 Decher (auf den Inseln der Färöer)

Im Russischen entsprach das Maß bei den Rauchwaren 40 Stück.
In Dänemark, ebenfalls bei Rauchwaren, rechnete man
- 1 Zimmer = 2 Snese/Stiege = 4 Decher = 40 Stück
- 40 Stück Rauchwerk (4 Decher) wurden in London ein Timber/Zimmer bezeichnet.

Die Zahl 40, ein Zimmer, konnte auch in der Form von 20 Paare bei Zobelfellen oder 20 Fuchsfellen in Breslau als ein Zimmer gerechnet werden.
- England 1 Dicker[3] = 10 Paar Handschuhe
- England 1 Last Häute = 10 Dicker = 100 Stück (Häute)[4]